# Carlos Ulrrico Cesco
Carlos Ulrrico Cesco (General Arenales, Provincia de Buenos Aires, 15 de septiembre de 1910 - Provincia de San Juan, 5 de noviembre de 1987) fue un astrónomo argentino fundador y director de la Estación Astronómica que hoy lleva su nombre (ex El Leoncito). Algunas fuentes los nombran como Carlos Ulrico Cesco, de manera incorrecta. Hermano de Reynaldo Pedro Cesco y padre de Juan Carlos Cesco.

## Trayectoria

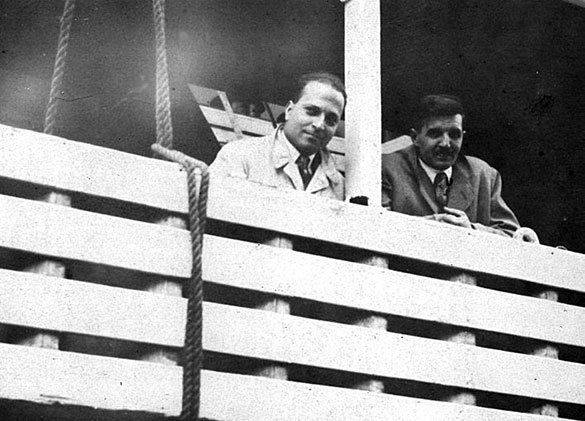
Jorge Sahade y Carlos Ulrrico Cesco en 1943 a bordo del barco Río Atuel

Cesco fue discípulo del astrónomo e ingeniero Félix Aguilar y se dirigió a San Juan con otros astrónomos como Bernard Dawson y Juan Nissen, para instalar allí el 28 de septiembre de 1953 el tercer observatorio astronómico establecido en la Argentina, que llevó el nombre de "Félix Aguilar".
Fue descubridor de numerosos asteroides.
En 1947, el astrónomo estadounidense W. Wright inició en Estados Unidos un programa para establecer los movimientos propios de las estrellas visibles en el hemisferio norte, para lo cual se construyó un telescopio fotográfico de gran campo. En 1952 los científicos comprendieron que el programa sería más efectivo si se realizaba desde el hemisferio sur. A tal fin Cesco, en 1962, propuso a las universidades de Yale y Columbia, organizadoras del proyecto, ejecutar el proyecto desde San Juan, Argentina. Aprobada su propuesta Cesco eligió la estancia "El Leoncito", ubicada a 40 km de Barreal, para instalar un nuevo observatorio para emprender el proyecto. Inicialmente el observatorio se llamó Observatorio Austral y fue rebautizado en 1990 como Estación Astronómica Dr. Carlos Ulrrico Cesco. Se trata del observatorio astronómico ubicado a mayor altura en la Argentina.
En la Asociación Argentina de Astronomía se desempeñó en varios cargos desde su creación, siendo algunos de los más importantes:
- Vicepresidente en el periodo entre 1963 y 1966.[4]
- Vocal en el periodo entre 1966 y 1969.[4]
- Tesorero en el periodo entre 1969 y 1972.[4]

Además de una veintena de asteroides, descubrió un cometa (1974e). Y se denominó en su honor y el de su hermano Reynaldo Pedro Cesco al asteoride (1571) Cesco.
Cesco coordinó las investigaciones realizadas desde El Leoncito hasta su muerte.

## Sus 20 asteroides descubiertos
| (1770) Schlesinger | 10 de mayo de 1967       | con A. R. Klemola |
| (1829) Dawson      | 6 de mayo de 1967        | con A. R. Klemola |
| (1867) Deífobo     | 3 de marzo de 1971       |                   |
| (1917) Cuyo        | 1 de enero de 1968       | con A. G. Samuel  |
| (1919) Clemence    | 16 de septiembre de 1971 | con J. Gibson     |
| (1920) Sarmiento   | 11 de noviembre de 1971  | con J. Gibson     |
| (1958) Chandra     | 24 de septiembre de 1970 |                   |
| (1991) Darwin      | 6 de mayo de 1967        | con A. R. Klemola |
| (2308) Schilt      | 6 de mayo de 1967        | con A. R. Klemola |
| (2399) Terradas    | 17 de junio de 1971      |                   |
| (2504) Gaviola     | 6 de mayo de 1967        | con A. R. Klemola |
| (3833) Calingasta  | 27 de septiembre de 1971 | con J. Gibson     |
| (5299) Bittesini   | 8 de junio de 1969       |                   |
| (5757) Tichá       | 6 de mayo de 1967        | con A. R. Klemola |
| (6810) 1969 GC     | 9 de abril de 1969       |                   |
| (8127) 1967 HA     | 27 de abril de 1967      |                   |
| (8128) Nicómaco    | 6 de mayo de 1967        | con A. R. Klemola |
| (10450) 1967 JQ    | 6 de mayo de 1967        | con A. R. Klemola |
| (11437) 1971 SB    | 16 de septiembre de 1971 | con J. Gibson     |
| (30720) 1969 GB    | 9 de abril de 1969       |                   |